# Christian Matras
Christian Matras (Valence, 29 december 1903 – Parijs, 4 mei 1977) was een Frans cameraman.

## Leven en werk
Matras maakte zijn debuut in de wereld van de film in de jaren twintig, als reporter bij Éclair-Journal, een filmproductie- en filmdistributiemaatschappij. Hij deed eveneens ervaring op met camerawerk bij het maken van filmjournaals en bij zijn broer die een speciale effectenbedrijf leidde. Vanaf 1926 werkte hij mee aan documentaires en enkele jaren later ook aan korte films. Vanaf 1932 draaide hij zijn eerste lange speelfilms waarbij hij aanvankelijk werkte onder de hoede van meer ervaren collega's. La Grande Illusion (1937) van Jean Renoir vormde zijn eerste belangrijke opdracht. 
Matras werd dikwijls gevraagd door heel wat vertegenwoordigers van de toenmalige cinéma de papa, gedegen en heel productieve cineasten, vooral gekend voor het vakkundig, onpersoonlijk en soms te slaafs in beeld brengen van hun drama's, melodrama's en academische literaturverfilmingen. Het was geen toeval dat Matras in de loop van zijn carrière de cameravoering voor heel veel historische en/of literaire films verzorgde. Vooral Christian-Jaque en Jean Delannoy vertrouwden hem het camerawerk toe van heel wat van hun films. Maar ook Henri Decoin, Marc Allégret, Pierre Chenal, André Cayatte en Henri Verneuil deden verscheidene keren een beroep op zijn cinematografisch talent. 
Hij werkte samen met Max Ophüls voor diens vier laatste films: de tragikomedies La Ronde (1950) en Le Plaisir (1952), en de drama's Madame de... (1953) en Lola Montès (1955). Hij werd op latere leeftijd ook gevraagd door internationaal gereputeerde regisseurs als Henri-Georges Clouzot, Vittorio De Sica, René Clair en Luis Buñuel.
Matras overleed in 1977 op 73-jarige leeftijd aan een hartaanval.

## Filmografie (selectie)
- 1928 - Maldone (Jean Grémillon)
- 1934 - La Châtelaine du Liban (Jean Epstein)
- 1934 - Le Scandale (Marcel L'Herbier)
- 1934 - Le Paquebot Tenacity (Julien Duvivier)
- 1936 - Les Mutinés de l'Elseneur (Pierre Chenal)
- 1937 - La Grande Illusion (Jean Renoir)
- 1938 - Entrée des artistes (Marc Allégret)
- 1938 - Café de Paris (Yves Mirande en Georges Lacombe)
- 1938 - Je chante (Christian Stengel)
- 1939 - La Fin du jour (Julien Duvivier)
- 1939 - Le Dernier Tournant (Pierre Chenal)
- 1940 - Paradis perdu (Abel Gance)
- 1940 - La Nuit merveilleuse (Jean-Paul Paulin)
- 1941 - Parade en sept nuits (Marc Allégret)
- 1941 - Romance de Paris (Jean Boyer)
- 1942 - La Duchesse de Langeais (Jacques de Baroncelli)
- 1942 - Pontcarral, colonel d'empire (Jean Delannoy)
- 1943 - Secrets (Pierre Blanchar)
- 1943 - L'Escalier sans fin (Georges Lacombe)
- 1943 - Un seul amour (Pierre Blanchar)
- 1944 - Le Voyageur sans bagage (Jean Anouilh)
- 1944 - Le Bossu (Jean Delannoy)
- 1945 - Boule de suif (Christian-Jaque)
- 1945 - La Part de l'ombre (Jean Delannoy)
- 1946 - L'Idiot (Georges Lampin)
- 1946 - Un revenant (Christian-Jaque)
- 1947 - Les jeux sont faits (Jean Delannoy)
- 1948 - D'homme à hommes (Christian-Jaque)
- 1948 - L'Aigle à deux têtes (Jean Cocteau)
- 1948 - La Révoltée (Marcel L'Herbier)
- 1949 - Tous les chemins mènent à Rome (Jean Boyer)
- 1949 - Singoalla (Christian-Jaque)
- 1950 - La Ronde (Max Ophüls)
- 1950 - Souvenirs perdus (Christian-Jaque)
- 1951 - Olivia (Jacqueline Audry)
- 1951 - Barbe-Bleue (Christian-Jaque)
- 1952 - Le Plaisir (Max Ophüls) (episodes Le Masque en La Maison Tellier)
- 1952 - Fanfan la Tulipe (Christian-Jaque)
- 1952 - Adorables Créatures (Christian-Jaque)
- 1953 - Madame de... (Max Ophüls)
- 1953 - Lucrèce Borgia (Christian-Jaque)
- 1954 - Destinées (Jean Delannoy) (segment Lysistrata)
- 1954 - Secrets d'alcôve (episodes Le Billet de logement en Le Lit de la Pompadour van Henri Decoin en Jean Delannoy)
- 1954 - Madame du Barry (Christian-Jaque)
- 1955 - Nana (Christian-Jaque)
- 1955 - Les Carnets du Major Thompson (Preston Sturges)
- 1955 - Lola Montès (Max Ophüls)
- 1956 - Les Aventures de Till l'Espiègle (Gérard Philipe en Joris Ivens)
- 1957 - Œil pour œil (André Cayatte)
- 1957 - Les Espions (Henri-Georges Clouzot)
- 1957 - Une manche et la belle (Henri Verneuil)
- 1958 - Montparnasse 19 (Jacques Becker)
- 1958 - Le Miroir à deux faces (André Cayatte)
- 1958 - Maxime (Henri Verneuil)
- 1958 - Christine (Pierre Gaspard-Huit)
- 1959 - Pourquoi viens-tu si tard ? (Henri Decoin)
- 1959 - La Bête à l'affût (Pierre Chenal)
- 1959 - La Belle et l'Empereur (Axel von Ambesser)
- 1959 - Le Chemin des écoliers (Michel Boisrond)
- 1961 - Les lions sont lâchés (Henri Verneuil)
- 1961 - Paris Blues (Martin Ritt)
- 1961 - Le Jeu de la vérité (Robert Hossein)
- 1962 - Cartouche (Philippe de Broca)
- 1962 - Le Crime ne paie pas (Gérard Oury)
- 1962 - Thérèse Desqueyroux (Georges Franju)
- 1963 - Shéhérazade (Pierre Gaspard-Huit)
- 1963 - Casablanca nid d'espions (Henri Decoin)
- 1964 - Les Amitiés particulières (Jean Delannoy)
- 1965 - Le Majordome (Jean Delannoy)
- 1965 - Les Fêtes galantes (René Clair)
- 1967 - Woman Times Seven (Vittorio De Sica)
- 1967 - Les Risques du métier (André Cayatte)
- 1968 - Les oiseaux vont mourir au Pérou (Romain Gary)
- 1969 - La Voie lactée (Luis Buñuel)
- 1970 - Le Bal du comte d'Orgel (Marc Allégret)
- 1972 - Pas folle la guêpe (Jean Delannoy)

- Biblioteca Nacional de España: XX1539389
- Bibliothèque nationale de France: cb139323660 (data)
- Catàleg d'autoritats de noms i títols de Catalunya: 981058521322206706
- Gemeinsame Normdatei: 139489045
- International Standard Name Identifier: 0000 0001 1953 3876
- Library of Congress Control Number: no97060467
- Nationale Bibliotheek van Israël: 987007349688905171
- Istituto Centrale per il Catalogo Unico: LO1V261806
- Système universitaire de documentation: 078097835
- Virtual International Authority File: 100245505
- WorldCat: E39PBJyrVYGMqCG9HHKh3RmWXd